# Krwiściąg

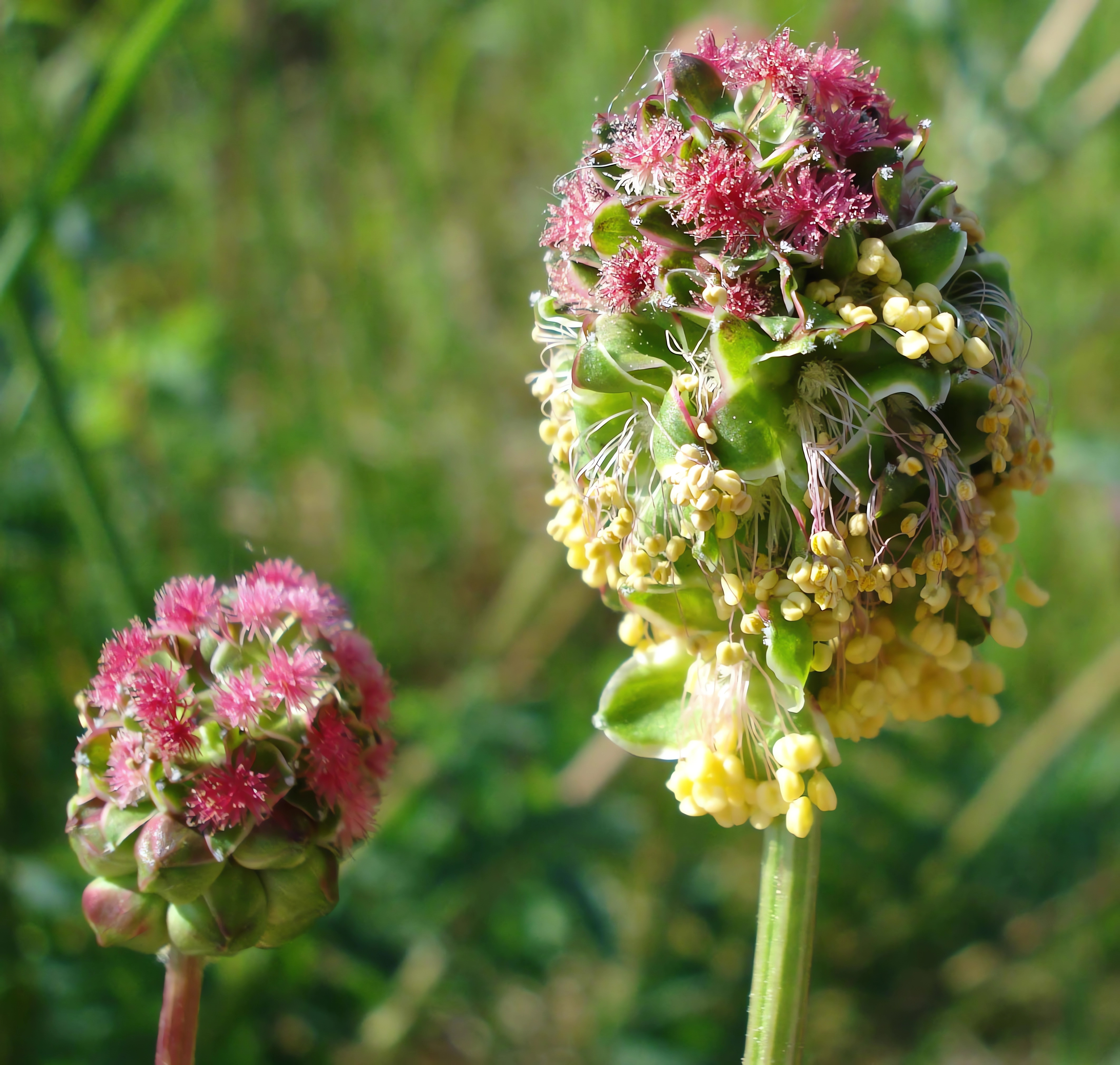
Kwiatostany krwiściąga mniejszego

Krwiściąg (Sanguisorba L.) – rodzaj roślin z rodziny różowatych. W wąskim ujęciu systematycznym liczy kilkanaście gatunków, a w szerokim (po włączeniu tu gatunków z rodzajów Poterium, Poteridium i Dendriopoterium) – 34 gatunki. W wąskim ujęciu są to rośliny występujące w strefie umiarkowanej Eurazji i Ameryki Północnej, a w szerokim także w południowej Afryce. W Polsce występują jako rodzime dwa lub trzy gatunki (w zależności od ujęcia systematycznego): krwiściąg lekarski (S. officinalis), mniejszy (S. minor) i średni (S. muricata) (ten ostatni klasyfikowany jest też jako podgatunek S. minor subsp. balearica). Rośliny z tego rodzaju rosną na łąkach i murawach. Ich kwiaty zapylane są przez owady, ale też przez wiatr.
Niektóre uprawiane są jako ozdobne z powodu efektownych kwiatostanów i ulistnienia. Niektóre gatunki wykorzystywane były jako lecznicze. Krwiściąg lekarski (S. officinalis) ma też jadalne liście i wykorzystywany był przy produkcji wina.

## Morfologia

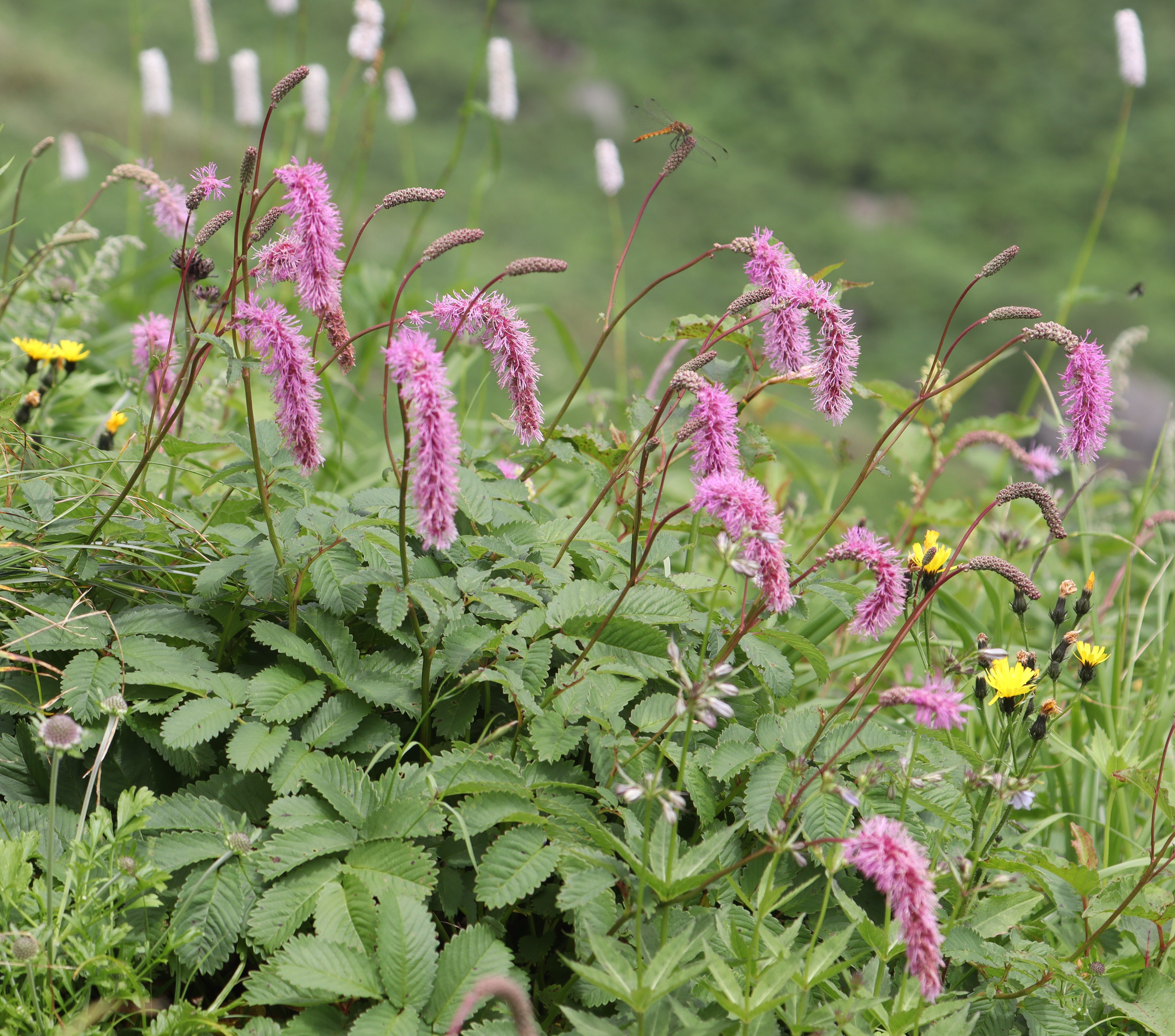
Sanguisorba hakusanensis

PokrójZarówno okazałe byliny osiągające do 2 m wysokości, jak i niskie, tworzące gęste kobierce, zwykle kłączowe, o pędach podnoszących się lub prosto wzniesionych. W szerokim ujęciu należą tu też rośliny krzewiaste, w tym kolczaste.
LiścieOdziomkowe i łodygowe, wsparte przylistkiem częściowo przyrośniętym do ogonka, z wolnym końcem kształtu jajowatego do zaokrąglonego, ząbkowanym. Liście zawsze ogonkowe o blaszce nieparzystopierzastej, zwykle regularnie podzielonej na liczne, ząbkowane listki. Dolne liście są z reguły dłuższe, górne coraz krótsze.
KwiatyLiczne (od 50 do ponad pół tysiąca), drobne (do 5 mm średnicy), zebrane w szczytowe, gęste, główkowate lub kłosowate kwiatostany, barwy zielonej, czerwonej, różowej do białej. Pozbawione są kieliszka i korony. Działki kielicha są cztery. Pręciki występują w liczbie 4 lub są liczne, czasem długie i okazałe. Zalążnia dolna powstaje z 1 lub 2 owocolistków i zwieńczona jest piórkowatym znamieniem.
OwoceJednonasienne, kulistawe niełupki o średnicy od 0,5 do 2 mm zamknięte w twardniejącym hypancjum zwieńczonym również trwałymi działkami kielicha.

## Systematyka
Pozycja systematyczna
Rodzaj z podplemienia Sanguisorbinae, plemienia Sanguisorbeae (lub Agrimonieae), podrodziny Rosoideae, rodziny różowatych (Rosaceae) z rzędu różowców.
W wąskim ujęciu systematycznym rodzaj obejmuje kilkanaście gatunków. W obrębie plemienia pozycję bazalną zajmuje para rodzajów Poteridium i Poterium, następny klad tworzy Sanguisorba, a kolejne reszta rodzajów plemienia. W szerokim ujęciu wszystkie te rodzaje włączane są do Sanguisorba.
Wykaz gatunków
- Sanguisorba albanica András. & Jáv.
- Sanguisorba albiflora (Makino) Makino
- Sanguisorba alpina Bunge – krwiściąg alpejski
- Sanguisorba ancistroides (Desf.) Ces.
- Sanguisorba annua (Nutt. ex Hook.) Torr. & A.Gray
- Sanguisorba applanata T.T.Yu & C.L.Li
- Sanguisorba armena Boiss.
- Sanguisorba azovtsevii Krasnob. & Pshenich.
- Sanguisorba canadensis L. – krwiściąg kanadyjski
- Sanguisorba cretica Hayek
- Sanguisorba diandra (Hook.f.) Nordborg
- Sanguisorba dodecandra Moretti – krwiściąg dziesięciopłatkowy
- Sanguisorba durui Yıld.
- Sanguisorba filiformis (Hook.f.) Hand.-Mazz.
- Sanguisorba hakusanensis Makino – krwiściąg hakusański
- Sanguisorba hybrida (L.) Font Quer
- Sanguisorba indica (Gardner) Tirveng.
- Sanguisorba japonensis (Makino) Kudô
- Sanguisorba × kishinamii Honda
- Sanguisorba lateriflora (Coss.) A.Braun & C.D.Bouché
- Sanguisorba longifolia Bertol.
- Sanguisorba magnifica I.Schischk. & Kom.
- Sanguisorba mauritanica Desf.
- Sanguisorba megacarpa (Lowe) Muñoz Garm. & C.Navarro
- Sanguisorba menendezii (Svent.) Nordborg
- Sanguisorba minor Scop. – krwiściąg mniejszy
- Sanguisorba obtusa Maxim. – krwiściąg ściętolistny
- Sanguisorba occidentalis Nutt.
- Sanguisorba officinalis L. – krwiściąg lekarski
- Sanguisorba × poroshirensis S.Watan.
- Sanguisorba × pseudo-officinal is Naruh.
- Sanguisorba riparia Juz.
- Sanguisorba rupicola (Boiss. & Reut.) A.Braun & C.D.Bouché
- Sanguisorba sirnakia Yıld.
- Sanguisorba stipulata Raf. – krwiściąg sitkajski
- Sanguisorba × takahashihideoi Naruh.
- Sanguisorba tenuifolia Fisch. ex Link – krwiściąg delikatny
- Sanguisorba verrucosa (Link ex G.Don) Ces.